# Grijzegrubben
Grijzegrubben, in het Limburgs Griëzegröbbe geheten, is een gehucht behorende tot de gemeente Beekdaelen, in de Nederlandse provincie Limburg. 
Het gehucht bestaat uit 80 huizen, waaronder vele gerestaureerde boerderijen, afgewisseld met nieuwbouw.

## Geschiedenis
De naam Grijzegrubben bevat als grondwoord het toponiem grubbe, dat in Limburg veelal een betekenis heeft van 'holle weg'.
Reeds in 1637 werd deze naam vermeld.
Ene Aleidis van Grijzegrubben gaf in dat jaar drie bunders en een zil land en beemd in erfpacht aan den edelman Bartholomeus van Reymersbeeck.
Begin 17de eeuw vond op de hoeve het Hofken van Grijzegrubben het huwelijk plaats tussen jonker Julius van Schaesberg en Maria van Hoensbroek.
Archeologen hebben in augustus 2002 in Grijzegrubben een schuur of opslagplaats uit de Romeinse tijd (ca. 2de eeuw na Chr.) opgegraven, wat aantoont dat in die tijd dit gehucht al bewoond werd.
De Mariakapel te Grijzegrubben is gebouwd in 1945.
Tijdens de Tweede Wereldoorlog, in september 1944, werd op deze plek een boom waaronder een kruis stond per ongeluk omver gereden door een Amerikaanse pantserwagen.
Vanwege het kruis en het behoud van Grijzegrubben tijdens de oorlog is door buurtbewoners een kapel gebouwd.
De kapel is nog steeds eigendom van de buurtvereniging.
Vanaf 2005 tot en met 2011 werd jaarlijks in Grijzegrubben de Zuid-Limburgse Paardenmarkt gehouden.

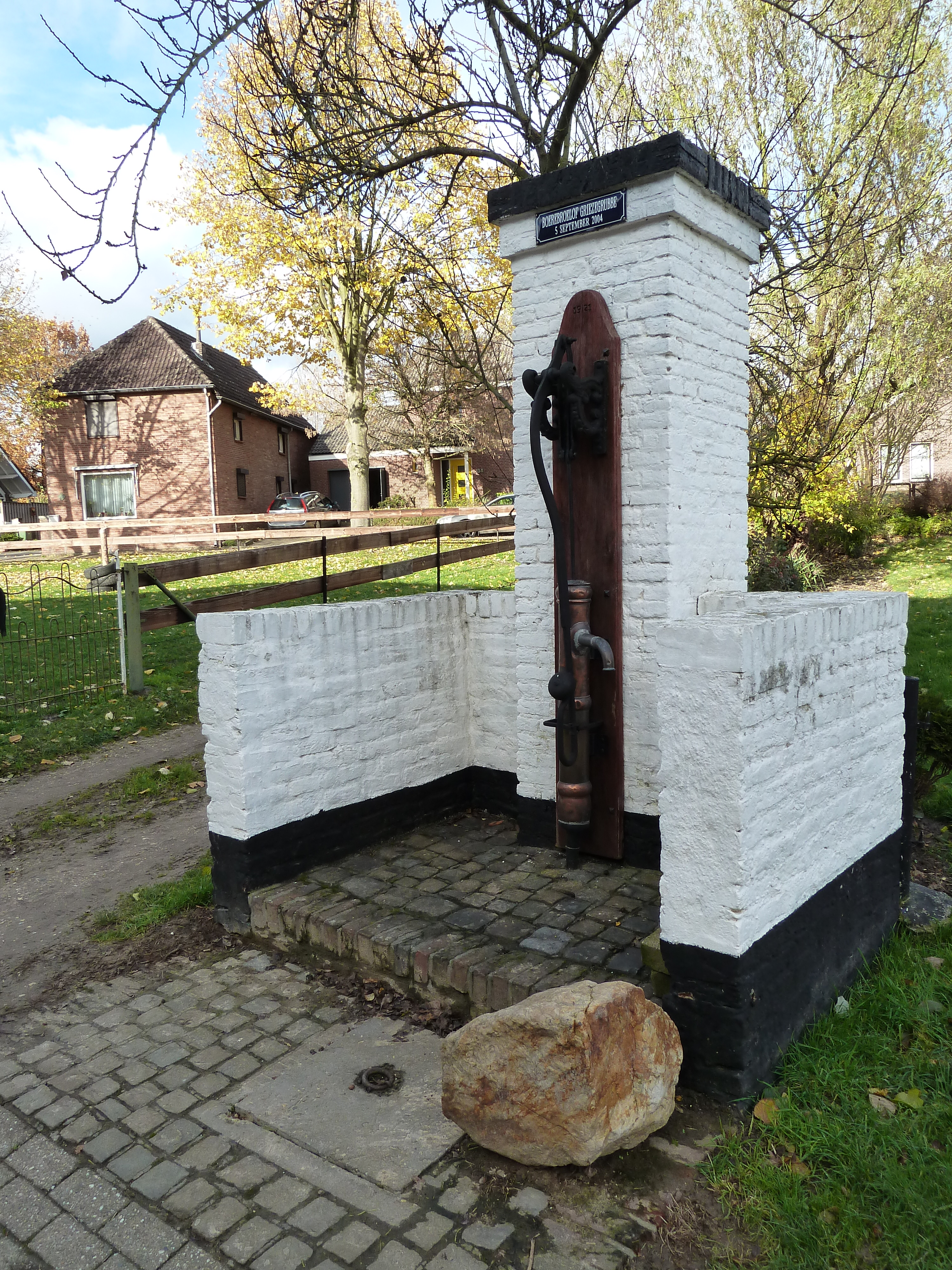
Waterpomp
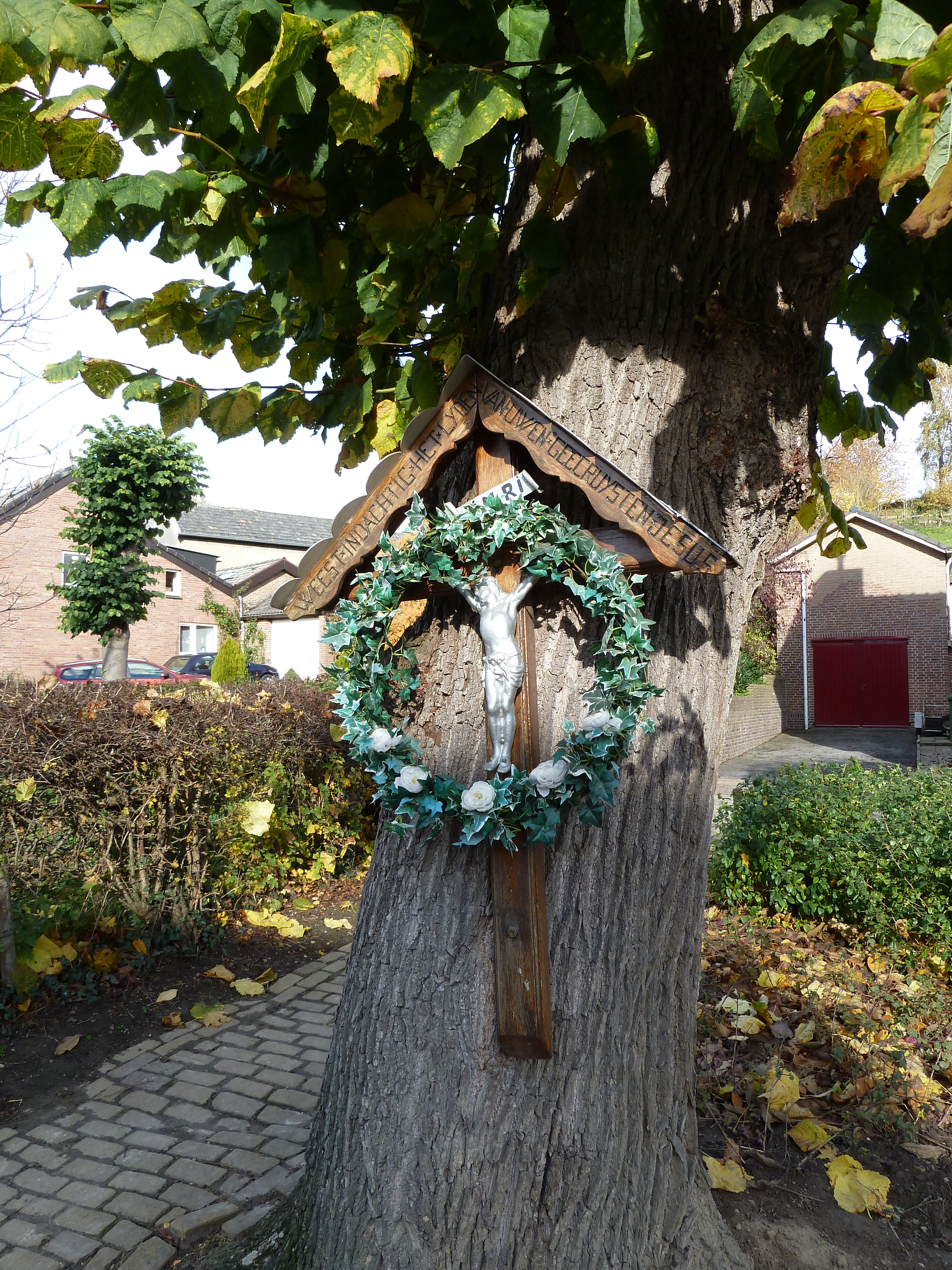
Wegkruis
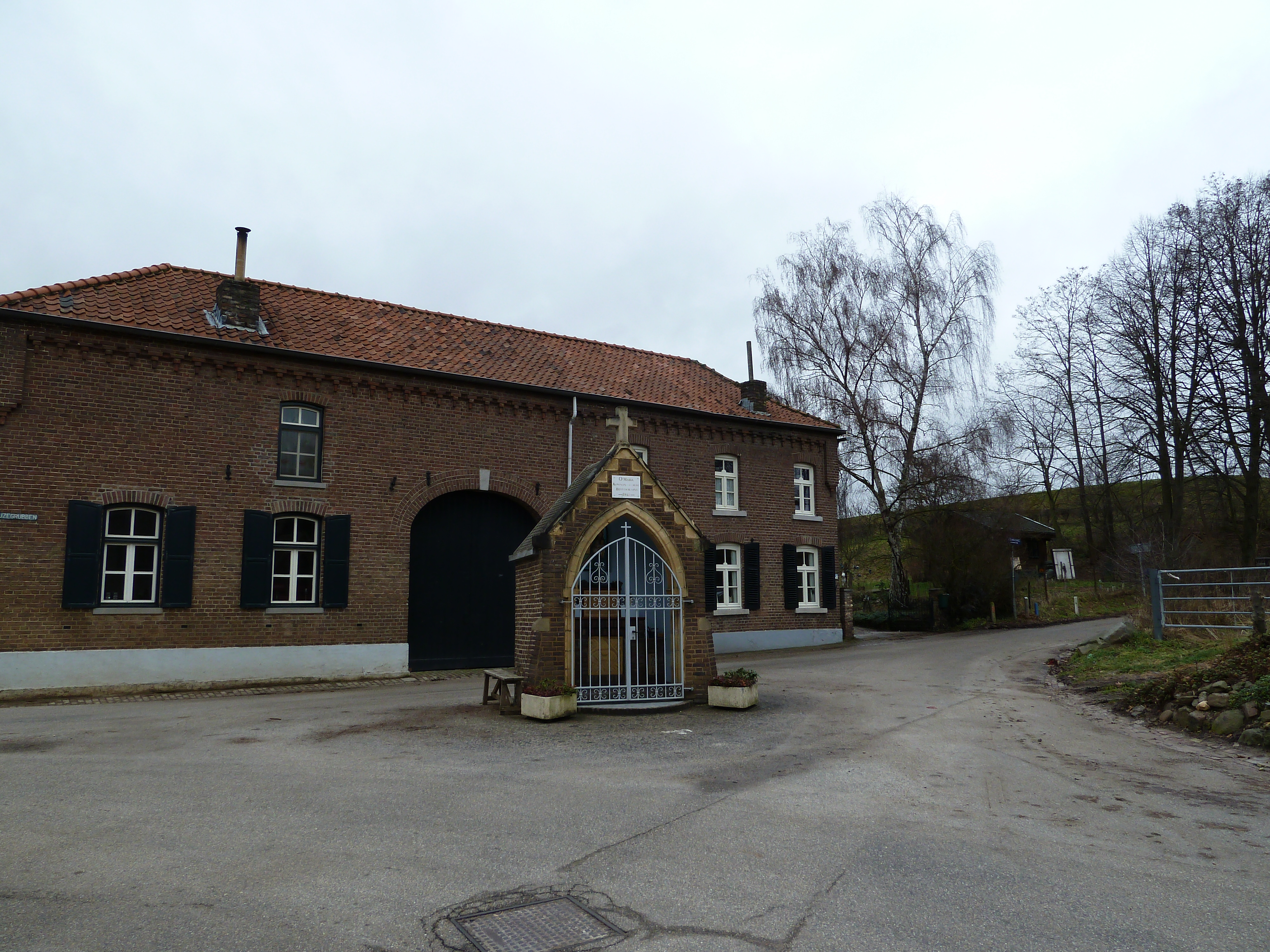
Kapel op kruispunt